# Petra Kolip
Petra Kolip (geboren 1961 in Bielefeld) ist eine deutsche Psychologin, Fach- und Sachbuchautorin und Gesundheitswissenschaftlerin. Sie lehrt als Professorin für Prävention und Gesundheitsförderung an der Universität Bielefeld.

## Werdegang
Kolip studierte von 1981 bis 1988 Psychologie und beendete das Studium mit der Diplomprüfung Psychologie an der psychologischen Fakultät der Universität Bielefeld. Anschließend wurde sie Wissenschaftliche Mitarbeiterin im Sonderforschungsbereich „Prävention und Intervention im Kindes- und Jugendalter“. Im Jahr 1991 wechselte Kolip als Wissenschaftliche Mitarbeiterin an die Technische Universität Berlin. Dort war sie Teil der Arbeitsgruppe, die den Ergänzungsstudiengang Gesundheitswissenschaften vorbereitete. Die Bielefelder Universität war zu der Zeit führend bei der Etablierung von Studienmöglichkeiten in dieser damals jungen Disziplin. Im Jahr 1992 promovierte Kolip in Bielefeld zum Thema „With a little help from my friends… Freundschaftsbeziehungen als soziale Ressource „invulnerabler“ Mädchen und Jungen“. Nach ihrer Rückkehr aus Berlin arbeitete Kolip als Wissenschaftliche Assistentin in Bielefeld mit dem Soziologen Klaus Hurrelmann zusammen beim Aufbau der neu gegründeten Fakultät für Gesundheitswissenschaften. Hier spezialisierten Kolip und Hurrelmann sich auf die Bereiche Prävention und Gesundheitsförderung. Im Jahr 1997 habilitierte Kolip sich an der Fakultät für Gesundheitswissenschaften der Universität Bielefeld. Anschließend war sie für zwei Jahre als Abteilungsleiterin am, von Felix Gutzwiller geleitetem Institut für Sozialmedizin und Präventivmedizin der medizinischen Fakultät der Universität Zürich tätig. Von 2000 bis 2009 lehrte Kolip als Professorin für Sozialepidemiologie an der Universität Bremen Forschungsschwerpunkt zu dieser Zeit war die Auswirkung des Geschlechts auf die Gesundheit. Einen Ruf an die Medizinische Universität Graz lehnte Kolip im Jahr 2007 ab. Seit September 2009 lehrt sie als Professorin für Prävention und Gesundheitsförderung an der Universität Bielefeld.
Seit Juni 2023 ist sie Mitglied des Hochschulrats der Universität Bielefeld.

### Forschungsschwerpunkte
Als Herausgeberin des im Jahr 2000 erschienenen Buchs Weiblichkeit ist keine Krankheit widmete sich Kolip der unterschiedlichen Wahrnehmung der Erkrankungen von Frauen und Männern. Kolips Buch thematisierte die Tatsache, dass weibliche Beschwerden durch die Medizin nur symptomatisch – also hauptsächlich durch Medikamente – behandelt werden, obwohl sie oft Ausdruck von typischen Veränderungen des Körpers der Frau im Laufe des Lebens sind und gleichermaßen beispielsweise präventiver Ansätze bedürfen. Zudem sind Frauen stärker durch chronische Erkrankungen betroffen und erleiden in signifikant höherem Maße Depressionen als Männer. Hinzu kommt ein gesellschaftlicher und ökonomischer Druck, der nach Kolips Ansicht dazu führt, dass Geschlechterverhältnisse „gemacht“ werden, was im Kontext von Public Health eine Ungleichbehandlung zur Folge hat. Wenn Frauen und Männer gesellschaftlich gleichgestellt sind (gemessen an Geburtenrate Minderjähriger, Bildungsstand, Erwerbsquote und Beteiligung an politischen Prozessen), verbessert das hingegen die Gesundheitsqualität für beide Geschlechter. Diese Themen griff Kolip zusammen mit der Pflegewissenschaftlerin Julia Lademann auf – im Jahr 2010 erschien das gemeinsame Buch Frauenblicke auf das Gesundheitssystem.

## Engagement
Zusätzlich zu ihren Aufgaben in Forschung und Lehre, sowie neben ihrer umfangreichen publizistischen Tätigkeit, ist Kolip zudem ehrenamtlich engagiert. Sie war Mitglied des Begleitkreises der Förderinitiative „Gesund ein Leben lang“ des Bundesministeriums für Bildung und Forschung und ist im wissenschaftlichen Beirat der Landesvereinigung für Gesundheit Niedersachsen. Sie war von 2012 bis 2024 Mitglied des Wissenschaftlichen Beirats des Robert Koch-Instituts (RKI) (ab 2016 stellvertretende Vorsitzende) und ist Mitglied des 2024 gegründeten Beirats für Gesundheitsmonitoring und Gesundheitsberichterstattung des RKI.
Bis 2012 war Kolip Mitglied des wissenschaftlichen Beirats der Stiftung Gesundheitsförderung Schweiz und bis 2013 Mitglied des wissenschaftlichen Beirats Gesundheitsförderung und Prävention der österreichischen Sozialversicherung sowie des wissenschaftlichen Beirats der Bundeszentrale für gesundheitliche Aufklärung.

### Positionen
Die Erkenntnis, dass geschlechtsspezifische Präventionsmaßnahmen zum Gesundheitsschutz von Frauen effizienter beitragen, als Maßnahmen, die Geschlechtsunterschiede ignorieren, fand im Jahr 2016 im Präventionsgesetz Niederschlag. Dennoch wird nach Kolips Ansicht in dieser Hinsicht bei der Gesundheitsversorgung der Bevölkerung weiterhin zu wenig auf die biologischen Unterschiede zwischen Männern und Frauen geachtet und eine weitere entsprechende Sensibilisierung bei Akteuren des Gesundheitssystems wäre wünschenswert.

## Kochen
Unabhängig von ihrer umfassenden akademischen Arbeit und ihren zahlreichen ehrenamtlichen Tätigkeiten beschäftigt Kolip sich intensiv mit dem Themenbereich Kochen, insbesondere mit Linsen und Kohlrouladen. Einerseits sind dies ihrer Ansicht nach gesundheitlich interessante Lebensmittel, andererseits bieten sie – neben einem angenehmen Eigengeschmack – zudem die Möglichkeit, verschiedene Aromen einzubinden und so unterschiedliche Geschmäcker anzusprechen. Der Linseneintopf ihrer westfälischen Heimat symbolisiert für sie „Soul Food“ und sie lässt sich auf Reisen von der Küche anderer Länder inspirieren. Aus ihrer Beschäftigung mit dem Thema Kochen erwuchs die Inspiration für mehrere Sachbücher:
- Kohlrouladen und Krautwickel. Hädecke Verlag, 2018, ISBN 978-3-7750-0778-8.
- Lust auf Linsen. Fünfzig Rezepte aus aller Welt. Cadmos Verlag, 2019, ISBN 978-3-8404-7055-4.
- Sesam. Kleine Gourmandise Nr. 40. Mandelbaum Verlag, 2021, ISBN 978-3-85476-969-9.

Kolip bezeichnet ihre Küche als ihren „Kraftort“, sieht die gemeinschaftliche Nahrungsaufnahme als gesundheitsförderliches, soziales Erlebnis und kocht gerne für größere Gruppen.

## Publikationen
Seit den frühen 1990er Jahren publizierte Kolip eine Fülle an Artikeln, Wissenschaftlichen Arbeiten und Fachbüchern zum Themenbereich Public Health. Ihr Themenspektrum reicht dabei von der psychischen Situation und Entwicklung von Kindern und Jugendlichen (in den frühen Jahren) über Theorie und Praxis der Gesundheitsförderung bis hin zum Einfluss, den das biologische Geschlecht auf die Gesundheit hat und in welcher Beziehung das Geschlecht zu Prävention, Erkennen und Behandlung von Erkrankungen steht. Ein weiterer Schwerpunkt liegt in der Qualitätsentwicklung und Evaluation in Prävention und Gesundheitsförderung.

### Bücher als (Ko-)Autorin
- Freundschaften im Jugendalter. Der Beitrag sozialer Netzwerke zur Problembewältigung. Juventa, Weinheim 1993, ISBN 3-7799-0427-6.
- Geschlecht und Gesundheit im Jugendalter. Die Konstruktion von Geschlechtlichkeit über somatische Kulturen. Leske + Budrich, Opladen 1997, ISBN 3-8100-1932-1.
- Praxishandbuch Qualitätsentwicklung und Evaluation in der Gesundheitsförderung. Beltz Juventa Verlag, Weinheim 2019, ISBN 978-3-7799-6040-9.
- mit Kerstin Slangen, Bettina Schmidt, Joachim Czujek und Bernhard Greitemann: Aktive Patientenbeteiligung in der Rehabilitation. Juventa Verlag, Weinheim 2002, ISBN 3-7799-1197-3.
- mit Ellen Kuhlmann: Gender und Public Health. Grundlegende Orientierungen für Forschung, Praxis und Politik. Beltz Juventa Verlag, Weinheim 2005, ISBN 3-7799-1566-9.
- mit Ute Gerken, Ina Schaefer, Andreas Mühlbach und Birte Gebhardt: Gesundheit fördern in vernetzten Strukturen. Evaluation settingorientierter Gesundheitsförderung. Gesundheitsforschung. Beltz Juventa Verlag, Weinheim 2013, ISBN 978-3-7799-1988-9.
- mit Günter Ackermann, Brigitte Ruckstuhl und Hubert Studer: Gesundheitsförderung mit System. Qualitätsentwicklung in Projekten und Programmen der Gesundheitsförderung und Prävention. Hogrefe Verlag, Göttingen 2019, ISBN 978-3-456-86017-6.

### Bücher als (Mit-)Herausgeberin
- Lebenslust und Wohlbefinden. Beiträge zur geschlechtsspezifischen Jugendgesundheitsforschung. Juventa, Weinheim 1994, ISBN 3-7799-1154-X.
- Programme gegen Sucht. Internationale Ansätze zur Suchtprävention im Jugendalter. Beltz Juventa Verlag, Weinheim 1999, ISBN 3-7799-1186-8.
- Weiblichkeit ist keine Krankheit. Die Medikalisierung körperlicher Umbruchphasen im Leben von Frauen. Beltz Juventa Verlag, Weinheim 2000, ISBN 3-7799-1068-3.
- Gesundheitswissenschaften. Ein Einführung. Juventa, Weinheim 2002, ISBN 3-7799-1563-4.
- mit Klaus Hurrelmann und Peter-Ernst Schnabel: Jugend und Gesundheit. Interventionsbereiche und Präventionsfelder. Juventa, Weinheim 1995
- mit Hans Wydler und Thomas Abel: Salutogenese und Kohärenzgefühl. Grundlagen, Empirie und Praxis eines gesundheitswissenschaftlichen Konzepts. Beltz Juventa Verlag, Weinheim 2010, ISBN 978-3-7799-1414-3.
- mit Thomas Altgeld: Geschlechtergerechte Gesundheitsförderung und Prävention. Theoretische Grundlagen und Modelle guter Praxis. Juventa, Weinheim 2006, ISBN 3-7799-1683-5.
- mit Bettina Schmidt: Gesundheitsförderung im aktivierenden Sozialstaat. Präventionskonzepte zwischen Public Health, Eigenverantwortung und Sozialer Arbeit. Juventa, Weinheim 2007, ISBN 978-3-7799-1567-6.
- mit Veronika Müller: Qualität von Gesundheitsförderung und Prävention. Huber Verlag, Bern 2009, ISBN 978-3-456-84766-5.
- mit Julia Lademann: Frauenblicke auf das Gesundheitssystem. Frauengerechte Gesundheitsversorgung zwischen Marketing und Ignoranz. Beltz Juventa Verlag, Weinheim 2010, ISBN 978-3-7799-2236-0.
- mit Friedrich Wilhelm Schwartz, Ulla Walter Johannes Siegrist, Reiner Leidl, Reinhard Busse, Volker Amelung & Marie-Luise Dierks: Public Health. Gesundheit und Gesundheitswesen. 4. Auflage. Urban & Fischer, München 2022, ISBN 978-3-437-22262-7.
- mit Andreas Klocke, Wolfgang Melzer und Ulrike Ravens-Sieberer: Gesundheit und Gesundheitsverhalten im Geschlechtervergleich. Ergebnisse des WHO-Jugendgesundheitssurveyyys Health behaviour in School-aged Children. Beltz Juventa, Weinheim 2013, ISBN 978-3-7799-1984-1.
- mit Klaus Hurrelmann: Handbuch Geschlecht und Gesundheit. Männer und Frauen im Vergleich. 2., vollständig überarbeitete Auflage. Hogrefe, Bern 2016, ISBN 978-3-456-85466-3.
- mit Ludwig Bilz, Gordon Sudeck, Jens Bucksch, Andreas Klocke, Wolfgang Melzer Ulrike Ravens-Sieberer und Matthias Richter: Schule und Gesundheit. Ergebnisse des WHO Jugendgesundheitssurveys. Beltz Juventa, Weinheim 2016, ISBN 978-3-7799-1991-9.
- mit Ansgar Gerhardus, Tobias Munko Imke Schilling und Kerstin Schlingmann: Lehren und Lernen in den Gesundheitswissenschaften. Ein Praxishandbuch. Hogrefe Bern 2020, ISBN 978-3-456-85930-9.
- mit Oliver Razum: Handbuch Gesundheitswissenschaften. 7., überarbeitete Auflage. Beltz Juventa, 2020, ISBN 978-3-7799-3857-6.